# Lista de cidades em Portugal
Esta é uma lista das cidades de Portugal.

## Contexto Internacional

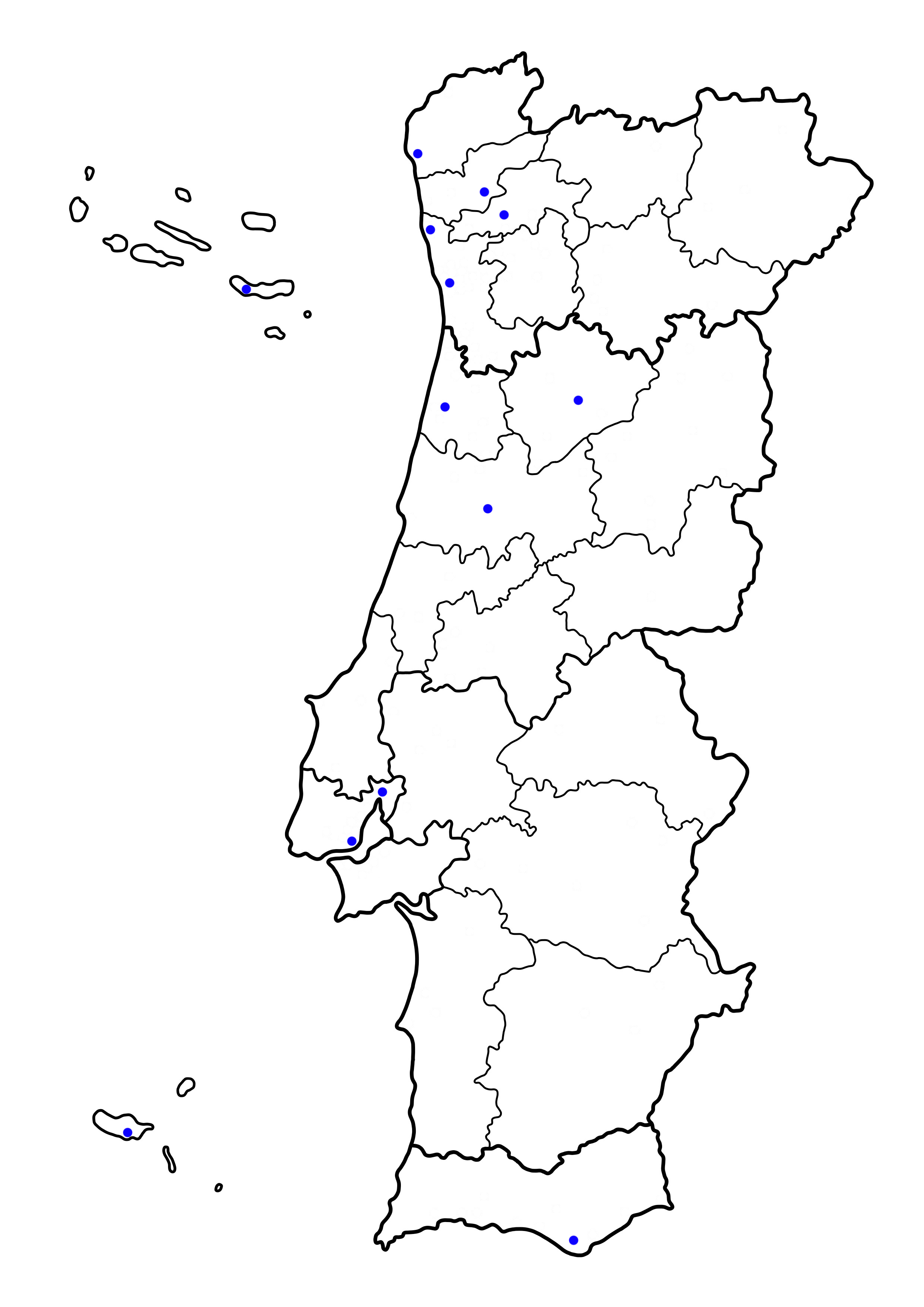
Mapa das localizações das cidades, divididas em regiões e sub-regiões

A definição de cidade pode variar de acordo com os critérios adotados. No contexto da OCDE/União Europeia, os critérios para definir uma cidade levam em consideração fatores como número de residentes, densidade populacional e configuração urbana. Abaixo está uma lista das cidades portuguesas no âmbito do projeto europeu Urban Audit (versão de 2019), com a população total respetiva aos censos de 2021.
| Cidade              | Municípios          | População Total (2021) |
| ------------------- | ------------------- | ---------------------- |
| "Grande Lisboa"     | Almada              | 2 384 401              |
| "Grande Lisboa"     | Amadora             | 2 384 401              |
| "Grande Lisboa"     | Barreiro            | 2 384 401              |
| "Grande Lisboa"     | Cascais             | 2 384 401              |
| "Grande Lisboa"     | Lisboa              | 2 384 401              |
| "Grande Lisboa"     | Loures              | 2 384 401              |
| "Grande Lisboa"     | Odivelas            | 2 384 401              |
| "Grande Lisboa"     | Oeiras              | 2 384 401              |
| "Grande Lisboa"     | Seixal              | 2 384 401              |
| "Grande Lisboa"     | Setúbal             | 2 384 401              |
| "Grande Lisboa"     | Sintra              | 2 384 401              |
| "Grande Porto"      | Gondomar            | 1 052 244              |
| "Grande Porto"      | Matosinhos          | 1 052 244              |
| "Grande Porto"      | Paredes             | 1 052 244              |
| "Grande Porto"      | Porto               | 1 052 244              |
| "Grande Porto"      | Valongo             | 1 052 244              |
| "Grande Porto"      | Vila Nova de Gaia   | 1 052 244              |
| Aveiro              | Aveiro              | 80 880                 |
| Braga               | Braga               | 193 333                |
| Coimbra             | Coimbra             | 140 796                |
| Faro                | Faro                | 67 566                 |
| Funchal             | Funchal             | 105 919                |
| Guimarães           | Guimarães           | 156 852                |
| Ponta Delgada       | Ponta Delgada       | 67 287                 |
| Póvoa de Varzim     | Póvoa de Varzim     | 64 320                 |
| Viana do Castelo    | Viana do Castelo    | 85 864                 |
| Vila Franca de Xira | Vila Franca de Xira | 137 659                |
| Viseu               | Viseu               | 99 693                 |

## Contexto Nacional

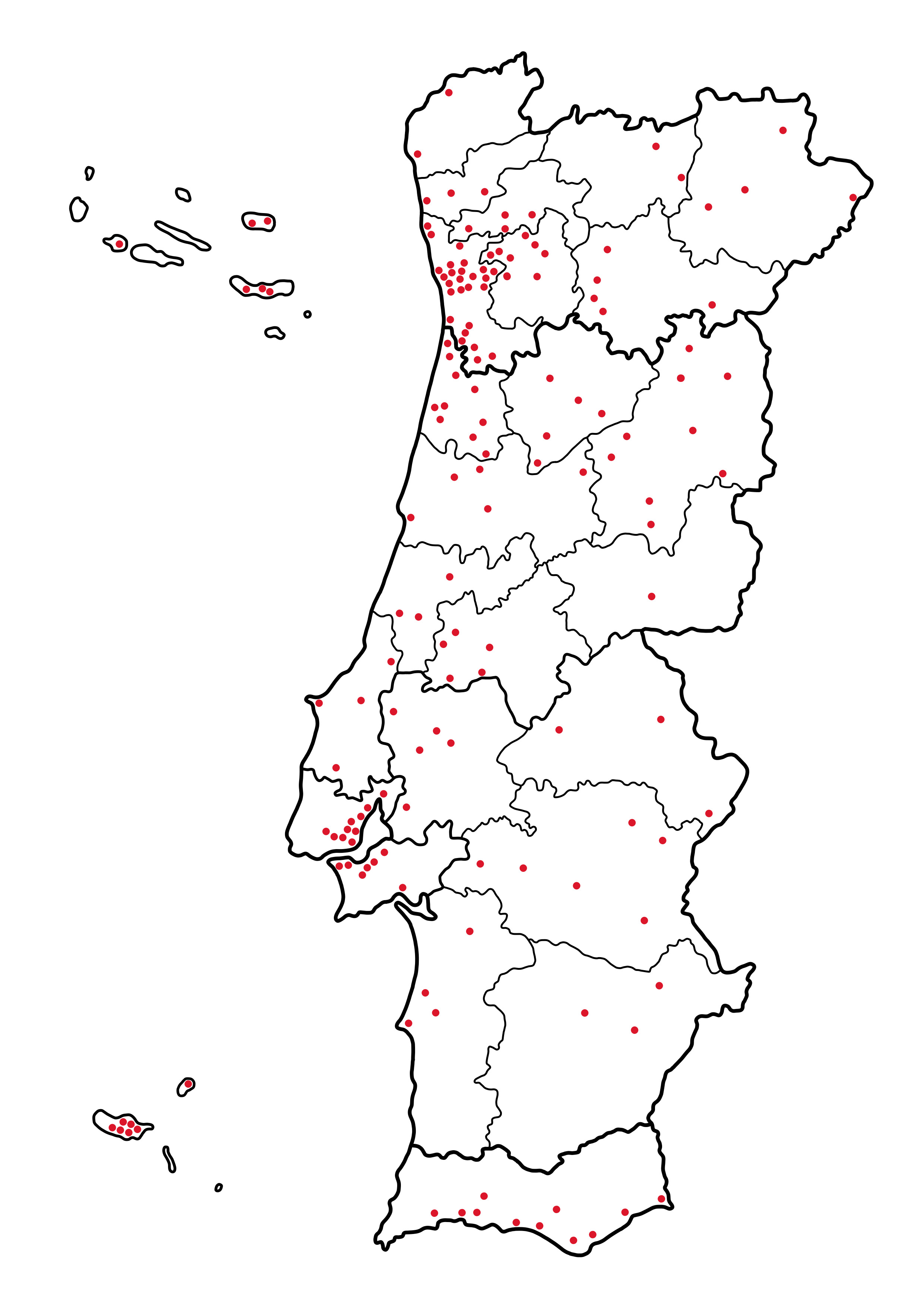
Mapa das localizações das cidades, divididas em regiões e sub-regiões

A nível nacional, a classificação de cidade só pode ser dada por lei da Assembleia da República a uma vila quando conte com um número de eleitores, em aglomerado populacional contínuo, superior a 8000 e tendo pelo menos metade das seguintes infra-estruturas: instalações hospitalares com serviço de permanência; farmácias; corporação de bombeiros; casa de espectáculos e centro cultural; museu e biblioteca; instalações de hotelaria; estabelecimento de ensino preparatório e secundário; estabelecimento de ensino pré-primário e infantários; transportes públicos, urbanos e suburbanos; parques ou jardins públicos. A Lei estabelece ainda que "Importantes razões de natureza histórica, cultural e arquitectónica poderão justificar uma ponderação diferente dos requisitos enumerados." Atualmente, o país conta com 159 povoações têm a classificação oficial de cidade.
A grande maioria das cidades portuguesas é apenas uma parcela, quer quanto a população, quer quanto a área, do respetivo município. Por exemplo, a cidade de Guimarães tem 54 178 habitantes e uma área de 20,4 km2, mas o município contava com 156 849 habitantes e uma área de 240,95 km2. Nesses casos, foram apenas considerados os dados dos locais estatísticos que formam a cidade, para obter o número de habitantes dessa cidade e a área urbana.
|  | Cidade                     | Sub-região                   | Região                       | População (2021) | Área (km2) | Densidade populacional | Data de elevação       |
|  | -------------------------- | ---------------------------- | ---------------------------- | ---------------- | ---------- | ---------------------- | ---------------------- |
|  | Abrantes                   | Médio Tejo                   | Oeste e Vale do Tejo         | 16802            | 27,7       | 607                    | 1916 (14 de junho)     |
|  | Agualva-Cacém              | Área Metropolitana de Lisboa | Área Metropolitana de Lisboa | 81020            | 10,42      | 7775                   | 2001 (12 de julho)     |
|  | Águeda                     | Região de Aveiro             | Centro                       | 13710            | 36,03      | 380                    | 1985 (14 de agosto)    |
|  | Albergaria-a-Velha         | Região de Aveiro             | Centro                       | 9036             | 7,91       | 1142                   | 2011 (17 de junho)     |
|  | Albufeira                  | Algarve                      | Algarve                      | 21302            | 11         | 1937                   | 1986 (20 de agosto)    |
|  | Alcácer do Sal             | Alentejo Litoral             | Alentejo                     | 5868             | 5,80       | 1012                   | 1997 (12 de julho)     |
|  | Alcobaça                   | Oeste                        | Oeste e Vale do Tejo         | 6017             | 2,91       | 2068                   | 1995 (30 de agosto)    |
|  | Alfena                     | Área Metropolitana do Porto  | Norte                        | 14677            | 9,81       | 1496                   | 2011 (22 de junho)     |
|  | Almada                     | Área Metropolitana de Lisboa | Área Metropolitana de Lisboa | 88202            | 13,98      | 6309                   | 1973 (14 de junho)     |
|  | Almeirim                   | Lezíria do Tejo              | Oeste e Vale do Tejo         | 11552            | 6,55       | 1764                   | 1991 (16 de agosto)    |
|  | Alverca do Ribatejo        | Área Metropolitana de Lisboa | Área Metropolitana de Lisboa | 30404            | 10,38      | 2929                   | 1990 (9 de agosto)     |
|  | Amadora                    | Área Metropolitana de Lisboa | Área Metropolitana de Lisboa | 171179           | 23,79      | 7195                   | 1979 (17 de setembro)  |
|  | Amarante                   | Tâmega e Sousa               | Norte                        | 12408            | 11,9       | 1043                   | 1985 (14 de agosto)    |
|  | Amora                      | Área Metropolitana de Lisboa | Área Metropolitana de Lisboa | 49352            | 27,31      | 1807                   | 1993 (2 de julho)      |
|  | Anadia                     | Região de Aveiro             | Centro                       | 6240             | 14,40      | 433                    | 2004 (9 de dezembro)   |
|  | Angra do Heroísmo          | Açores                       | Açores                       | 7953             | 4,83       | 1647                   | 1534 (21 de agosto)    |
|  | Aveiro                     | Região de Aveiro             | Centro                       | 62653            | 41.84      | 1497                   | 1759 (11 de abril)     |
|  | Barcelos                   | Cávado                       | Norte                        | 20846            | 6,14       | 3395                   | 1928 (6 de setembro)   |
|  | Barreiro                   | Área Metropolitana de Lisboa | Área Metropolitana de Lisboa | 63119            | 14,92      | 4230                   | 1984 (28 de junho)     |
|  | Beja                       | Baixo Alentejo               | Alentejo                     | 22362            | 7,18       | 3114                   | 1521 (10 de abril)     |
|  | Borba                      | Alentejo Central             | Alentejo                     | 3571             | 2,20       | 1623                   | 2009 (12 de junho)     |
|  | Braga                      | Cávado                       | Norte                        | 148977           | 36,2       | 4115                   | 1070                   |
|  | Bragança                   | Terras de Trás-os-Montes     | Norte                        | 24041            | 15,4       | 1561                   | 1464 (23 de fevereiro) |
|  | Caldas da Rainha           | Oeste                        | Oeste e Vale do Tejo         | 30443            | 59,20      | 514                    | 1927 (26 de agosto)    |
|  | Câmara de Lobos            | Madeira                      | Madeira                      | 14091            | 3,63       | 3882                   | 1996 (2 de agosto)     |
|  | Caniço                     | Madeira                      | Madeira                      | 24046            | 12         | 2004                   | 2005 (10 de junho)     |
|  | Cantanhede                 | Região de Coimbra            | Centro                       | 5962             | 8,63       | 691                    | 1991 (16 de agosto)    |
|  | Cartaxo                    | Lezíria do Tejo              | Oeste e Vale do Tejo         | 12302            | 28,23      | 436                    | 1995 (30 de agosto)    |
|  | Castelo Branco             | Beira Baixa                  | Centro                       | 33772            | 19,7       | 1714                   | 1771 (20 de março)     |
|  | Chaves                     | Alto Tâmega                  | Norte                        | 17207            | 33         | 521                    | 1929 (18 de março)     |
|  | Coimbra                    | Região de Coimbra            | Centro                       | 106768           | 83,1       | 1285                   | 1080                   |
|  | Costa da Caparica          | Área Metropolitana de Lisboa | Área Metropolitana de Lisboa | 13972            | 10,18      | 1372                   | 2004 (9 de dezembro)   |
|  | Covilhã                    | Beiras e Serra da Estrela    | Centro                       | 33691            | 122,45     | 275                    | 1870 (20 de outubro)   |
|  | Elvas                      | Alto Alentejo                | Alentejo                     | 15254            | 19,0       | 803                    | 1513 (21 de abril)     |
|  | Entroncamento              | Médio Tejo                   | Oeste e Vale do Tejo         | 20141            | 13,73      | 1467                   | 1991 (16 de agosto)    |
|  | Ermesinde                  | Área Metropolitana do Porto  | Norte                        | 39095            | 7,65       | 5110                   | 1990 (10 de agosto)    |
|  | Esmoriz                    | Região de Aveiro             | Centro                       | 11924            | 9,05       | 1317                   | 1993 (2 de julho)      |
|  | Espinho                    | Área Metropolitana do Porto  | Norte                        | 21152            | 6,15       | 3439                   | 1973 (14 de junho)     |
|  | Esposende                  | Cávado                       | Norte                        | 10896            | 13,05      | 835                    | 1993 (2 de julho)      |
|  | Estarreja                  | Região de Aveiro             | Centro                       | 7448             | 10,87      | 685                    | 2004 (9 de dezembro)   |
|  | Estremoz                   | Alentejo Central             | Alentejo                     | 6635             | 3,46       | 1918                   | 1926 (31 de agosto)    |
|  | Évora                      | Alentejo Central             | Alentejo                     | 40455            | 14,3       | 2829                   | 1165                   |
|  | Fafe                       | Ave                          | Norte                        | 15456            | 7,97       | 1939                   | 1986 (23 de agosto)    |
|  | Faro                       | Algarve                      | Algarve                      | 41904            | 8,34       | 5024                   | 1540 (7 de setembro)   |
|  | Fátima                     | Médio Tejo                   | Oeste e Vale do Tejo         | 10533            | 17,3       | 609                    | 1997 (12 de julho)     |
|  | Felgueiras                 | Tâmega e Sousa               | Norte                        | 15857            | 10,26      | 1546                   | 1990 (10 de agosto)    |
|  | Figueira da Foz            | Região de Coimbra            | Centro                       | 31032            | 33,26      | 933                    | 1882 (20 de setembro)  |
|  | Fiães                      | Área Metropolitana do Porto  | Norte                        | 7097             | 6,58       | 1078                   | 2001 (12 de julho)     |
|  | Freamunde                  | Tâmega e Sousa               | Norte                        | 7557             | 4,68       | 1618                   | 2001 (12 de julho)     |
|  | Funchal                    | Madeira                      | Madeira                      | 105701           | 35,6       | 2969                   | 1508 (21 de agosto)    |
|  | Fundão                     | Beiras e Serra da Estrela    | Centro                       | 8174             | 6,50       | 1258                   | 1988 (19 de abril)     |
|  | Gafanha da Nazaré          | Região de Aveiro             | Centro                       | 12514            | 6,90       | 1814                   | 2001 (21 de julho)     |
|  | Gandra                     | Área Metropolitana do Porto  | Norte                        | 6967             | 12,06      | 578                    | 2003 (26 de agosto)    |
|  | Gondomar                   | Área Metropolitana do Porto  | Norte                        | 26771            | 11,77      | 2275                   | 1991 (16 de agosto)    |
|  | Gouveia                    | Beiras e Serra da Estrela    | Centro                       | 3064             | 4,52       | 678                    | 1988 (1 de fevereiro)  |
|  | Guarda                     | Beiras e Serra da Estrela    | Centro                       | 25833            | 13,59      | 1901                   | 1199 (27 de novembro)  |
|  | Guimarães                  | Ave                          | Norte                        | 54178            | 20,4       | 2656                   | 1853 (22 de junho)     |
|  | Horta                      | Açores                       | Açores                       | 5615             | 8,48       | 662                    | 1833 (13 de julho)     |
|  | Ílhavo                     | Região de Aveiro             | Centro                       | 10838            | 8,63       | 1256                   | 1990 (9 de agosto)     |
|  | Lagoa (Açores)             | Açores                       | Açores                       | 6834             | 3,36       | 2034                   | 2012 (22 de março)     |
|  | Lagoa                      | Algarve                      | Algarve                      | 6010             | 4,32       | 1391                   | 2001 (12 de julho)     |
|  | Lagos                      | Algarve                      | Algarve                      | 19347            | 7,67       | 2522                   | 1573 (27 de janeiro)   |
|  | Lamego                     | Douro                        | Norte                        | 11165            | 7,53       | 1483                   | 1147                   |
|  | Leiria                     | Região de Leiria             | Centro                       | 55074            | 34,6       | 1592                   | 1545 (13 de junho)     |
|  | Lisboa                     | Área Metropolitana de Lisboa | Área Metropolitana de Lisboa | 545923           | 100,05     | 5456                   | 1147                   |
|  | Lixa                       | Tâmega e Sousa               | Norte                        | 5102             | 2,70       | 1892                   | 1995 (30 de agosto)    |
|  | Lordelo                    | Área Metropolitana do Porto  | Norte                        | 9107             | 9,25       | 984                    | 2003 (26 de agosto)    |
|  | Loulé                      | Algarve                      | Algarve                      | 15574            | 5,11       | 3048                   | 1988 (1 de fevereiro)  |
|  | Loures                     | Área Metropolitana de Lisboa | Área Metropolitana de Lisboa | 14260            | 32,82      | 434                    | 1990 (9 de agosto)     |
|  | Lourosa                    | Área Metropolitana do Porto  | Norte                        | 8005             | 5,77       | 1387                   | 2001 (12 de julho)     |
|  | Macedo de Cavaleiros       | Terras de Trás-os-Montes     | Norte                        | 6138             | 15,34      | 400                    | 1999 (24 de junho)     |
|  | Machico                    | Madeira                      | Madeira                      | 10037            | 5,41       | 1855                   | 1996 (2 de agosto)     |
|  | Maia                       | Área Metropolitana do Porto  | Norte                        | 40535            | 10,80      | 3753                   | 1986 (23 de agosto)    |
|  | Mangualde                  | Viseu Dão-Lafões             | Centro                       | 9858             | 46,25      | 213                    | 1986 (23 de agosto)    |
|  | Marco de Canaveses         | Tâmega e Sousa               | Norte                        | 11069            | 17,49      | 633                    | 1993 (2 de julho)      |
|  | Marinha Grande             | Região de Leiria             | Centro                       | 7857             | 2,54       | 3093                   | 1988 (19 de abril)     |
|  | Matosinhos                 | Área Metropolitana do Porto  | Norte                        | 49046            | 11,28      | 4348                   | 1984 (28 de junho)     |
|  | Mealhada                   | Região de Coimbra            | Centro                       | 6376             | 21,40      | 297                    | 2003 (26 de agosto)    |
|  | Mêda                       | Beiras e Serra da Estrela    | Centro                       | 2148             | 2,83       | 759                    | 2004 (9 de dezembro)   |
|  | Miranda do Douro           | Terras de Trás-os-Montes     | Norte                        | 1897             | 2,08       | 903                    | 1545 (10 de julho)     |
|  | Mirandela                  | Terras de Trás-os-Montes     | Norte                        | 11404            | 29,78      | 383                    | 1984 (28 de junho)     |
|  |                            |                              |                              |                  |            |                        |                        |
|  | Montemor-o-Novo            | Alentejo Central             | Alentejo                     | 8356             | 3,38       | 2472                   | 1988 (19 de abril)     |
|  | Montijo                    | Área Metropolitana de Lisboa | Área Metropolitana de Lisboa | 41411            | 31,46      | 1316                   | 1985 (14 de agosto)    |
|  | Moura                      | Baixo Alentejo               | Alentejo                     | 7064             | 3,63       | 1946                   | 1988 (1 de fevereiro)  |
|  | Odivelas                   | Área Metropolitana de Lisboa | Área Metropolitana de Lisboa | 57834            | 4,13       | 14003                  | 1990 (10 de agosto)    |
|  | Olhão                      | Algarve                      | Algarve                      | 29556            | 6,46       | 4575                   | 1985 (14 de agosto)    |
|  | Oliveira de Azeméis        | Área Metropolitana do Porto  | Norte                        | 15459            | 9,91       | 1560                   | 1984 (16 de maio)      |
|  | Oliveira do Bairro         | Região de Aveiro             | Centro                       | 4487             | 6,37       | 704                    | 2003 (26 de agosto)    |
|  | Oliveira do Hospital       | Região de Coimbra            | Centro                       | 5835             | 13,67      | 427                    | 1993 (2 de julho)      |
|  | Ourém                      | Médio Tejo                   | Oeste e Vale do Tejo         | 7250             | 20,52      | 353                    | 1991 (16 de agosto)    |
|  | Ovar                       | Região de Aveiro             | Centro                       | 17925            | 19,68      | 911                    | 1984 (28 de junho)     |
|  | Paços de Ferreira          | Tâmega e Sousa               | Norte                        | 13418            | 8,31       | 1614                   | 1993 (2 de julho)      |
|  | Paredes                    | Área Metropolitana do Porto  | Norte                        | 20591            | 21,51      | 957                    | 1991 (16 de agosto)    |
|  | Penafiel                   | Tâmega e Sousa               | Norte                        | 15677            | 22,52      | 696                    | 1770 (3 de março)      |
|  | Peniche                    | Oeste                        | Oeste e Vale do Tejo         | 13212            | 8,34       | 1584                   | 1988 (1 de fevereiro)  |
|  | Peso da Régua              | Douro                        | Norte                        | 8628             | 4,32       | 1999                   | 1985 (14 de agosto)    |
|  | Pinhel                     | Beiras e Serra da Estrela    | Centro                       | 2737             | 2,85       | 960                    | 1770 (25 de agosto)    |
|  | Pombal                     | Região de Leiria             | Centro                       | 12035            | 12.07      | 997                    | 1991 (16 de agosto)    |
|  | Ponta Delgada              | Açores                       | Açores                       | 46897            | 37,57      | 1248                   | 1546 (2 de abril)      |
|  | Ponte de Sor               | Alto Alentejo                | Alentejo                     | 7476             | 8,73       | 856                    | 1985 (14 de agosto)    |
|  | Portalegre                 | Alto Alentejo                | Alentejo                     | 14138            | 12,76      | 958                    | 1550 (23 de maio)      |
|  | Portimão                   | Algarve                      | Algarve                      | 44426            | 13,4       | 3315                   | 1924 (11 de dezembro)  |
|  | Porto                      | Área Metropolitana do Porto  | Norte                        | 231962           | 41,42      | 5600                   | 1112                   |
|  | Póvoa de Santa Iria        | Área Metropolitana de Lisboa | Área Metropolitana de Lisboa | 40872            | 9,16       | 4462                   | 1999 (24 de junho)     |
|  | Póvoa de Varzim            | Área Metropolitana do Porto  | Norte                        | 41292            | 13,0       | 3176                   | 1973 (14 de junho)     |
|  | Praia da Vitória           | Açores                       | Açores                       | 3601             | 4.46       | 807                    | 1981 (20 de junho)     |
|  | Quarteira                  | Algarve                      | Algarve                      | 16138            | 3,18       | 5075                   | 1999 (24 de junho)     |
|  | Queluz                     | Área Metropolitana de Lisboa | Área Metropolitana de Lisboa | 79366            | 7,6        | 10442                  | 1997 (24 de julho)     |
|  | Rebordosa                  | Área Metropolitana do Porto  | Norte                        | 8496             | 11,17      | 761                    | 2003 (26 de agosto)    |
|  | Reguengos de Monsaraz      | Alentejo Central             | Alentejo                     | 5769             | 4,1        | 1407                   | 2004 (9 de dezembro)   |
|  | Ribeira Grande             | Açores                       | Açores                       | 12762            | 9,03       | 1413                   | 1981 (29 de junho)     |
|  | Rio Maior                  | Lezíria do Tejo              | Oeste e Vale do Tejo         | 12517            | 82,94      | 151                    | 1985 (14 de agosto)    |
|  | Rio Tinto                  | Área Metropolitana do Porto  | Norte                        | 65473            | 15,04      | 4353                   | 1995 (30 de agosto)    |
|  | Sabugal                    | Beiras e Serra da Estrela    | Centro                       | 2135             | 3,16       | 677                    | 2004 (9 de dezembro)   |
|  | Sacavém                    | Área Metropolitana de Lisboa | Área Metropolitana de Lisboa | 24681            | 3,89       | 6344                   | 1997 (4 de junho)      |
|  | Samora Correia             | Lezíria do Tejo              | Oeste e Vale do Tejo         | 17704            | 321,29     | 55                     | 2009 (12 de junho)     |
|  | Santa Comba Dão            | Viseu Dão-Lafões             | Centro                       | 4407             | 27,11      | 162                    | 1999 (24 de junho)     |
|  | Santa Cruz                 | Madeira                      | Madeira                      | 7136             | 28,10      | 254                    | 1996 (2 de agosto)     |
|  | Santa Maria da Feira       | Área Metropolitana do Porto  | Norte                        | 19788            | 23,52      | 841                    | 1985 (14 de agosto)    |
|  | Santana                    | Madeira                      | Madeira                      | 2838             | 17,80      | 159                    | 2000 (6 de julho)      |
|  | Santarém                   | Lezíria do Tejo              | Oeste e Vale do Tejo         | 30021            | 55,46      | 541                    | 1868 (24 de dezembro)  |
|  | Santiago do Cacém          | Alentejo Litoral             | Alentejo                     | 5677             | 3,13       | 1814                   | 1991 (16 de agosto)    |
|  | Santo Tirso                | Área Metropolitana do Porto  | Norte                        | 26959            | 35,5       | 759                    | 1985 (14 de agosto)    |
|  | São João da Madeira        | Área Metropolitana do Porto  | Norte                        | 22144            | 7,94       | 2789                   | 1984 (28 de junho)     |
|  | São Mamede de Infesta      | Área Metropolitana do Porto  | Norte                        | 22844            | 4,99       | 4578                   | 2001 (12 de julho)     |
|  | São Pedro do Sul           | Viseu Dão-Lafões             | Centro                       | 5497             | 21,13      | 260                    | 2009 (12 de junho)     |
|  | Seia                       | Beiras e Serra da Estrela    | Centro                       | 5132             | 4,75       | 1080                   | 1986 (23 de agosto)    |
|  | Seixal                     | Área Metropolitana de Lisboa | Área Metropolitana de Lisboa | 45607            | 24,09      | 1893                   | 1993 (2 de julho)      |
|  | Senhora da Hora            | Área Metropolitana do Porto  | Norte                        | 26988            | 3,77       | 7159                   | 2009 (12 de junho)     |
|  | Serpa                      | Baixo Alentejo               | Alentejo                     | 4623             | 2,08       | 2201                   | 2003 (26 de agosto)    |
|  | Setúbal                    | Área Metropolitana de Lisboa | Área Metropolitana de Lisboa | 90396            | 51,49      | 1756                   | 1860 (19 de abril)     |
|  | Silves                     | Algarve                      | Algarve                      | 6344             | 1,72       | 3688                   | 1189; 1253             |
|  | Sines                      | Alentejo Litoral             | Alentejo                     | 12499            | 6,0        | 2083                   | 1997 (12 de julho)     |
|  | Tarouca                    | Douro                        | Norte                        | 4334             | 21,95      | 197                    | 2004 (9 de dezembro)   |
|  | Tavira                     | Algarve                      | Algarve                      | 13843            | 7,67       | 1805                   | 1520 (16 de março)     |
|  | Tomar                      | Médio Tejo                   | Oeste e Vale do Tejo         | 14123            | 12,5       | 1130                   | 1844 (12 de fevereiro) |
|  | Tondela                    | Viseu Dão-Lafões             | Centro                       | 5215             | 15,75      | 331                    | 1988 (1 de fevereiro)  |
|  | Torres Novas               | Médio Tejo                   | Oeste e Vale do Tejo         | 16109            | 61,64      | 261                    | 1985 (14 de agosto)    |
|  | Torres Vedras              | Oeste                        | Oeste e Vale do Tejo         | 19528            | 17,4       | 1122                   | 1979 (3 de fevereiro)  |
|  | Trancoso                   | Beiras e Serra da Estrela    | Centro                       | 2575             | 2,95       | 873                    | 2004 (9 de dezembro)   |
|  | Trofa                      | Área Metropolitana do Porto  | Norte                        | 17532            | 9,97       | 1758                   | 1993 (2 de julho)      |
|  | Valbom                     | Área Metropolitana do Porto  | Norte                        | 13849            | 4,38       | 3162                   | 2004 (9 de dezembro)   |
|  | Vale de Cambra             | Área Metropolitana do Porto  | Norte                        | 5386             | 2,91       | 1851                   | 1993 (2 de julho)      |
|  | Valença                    | Alto Minho                   | Norte                        | 6601             | 12,11      | 545                    | 2009 (12 de junho)     |
|  | Valongo                    | Área Metropolitana do Porto  | Norte                        | 25736            | 10,3       | 2499                   | 1990 (10 de agosto)    |
|  | Valpaços                   | Alto Tâmega                  | Norte                        | 4661             | 39,15      | 119                    | 1999 (24 de junho)     |
|  | Vendas Novas               | Alentejo Central             | Alentejo                     | 9246             | 9,24       | 1001                   | 1993 (2 de julho)      |
|  | Viana do Castelo           | Alto Minho                   | Norte                        | 25158            | 11,86      | 2121                   | 1848 (20 de janeiro)   |
|  | Vila Baleira               | Madeira                      | Madeira                      | 5149             | 42,48      | 121                    | 1996 (6 de agosto)     |
|  | Vila do Conde              | Área Metropolitana do Porto  | Norte                        | 29319            | 6,77       | 4330                   | 1988 (1 de fevereiro)  |
|  | Vila Franca de Xira        | Área Metropolitana de Lisboa | Área Metropolitana de Lisboa | 16337            | 4,75       | 3439                   | 1984 (28 de junho)     |
|  | Vila Nova de Famalicão     | Ave                          | Norte                        | 36699            | 23,5       | 1562                   | 1985 (14 de agosto)    |
|  | Vila Nova de Foz Côa       | Douro                        | Norte                        | 3101             | 90,17      | 35                     | 1997 (12 de julho)     |
|  | Vila Nova de Gaia          | Área Metropolitana do Porto  | Norte                        | 188443           | 56,22      | 3352                   | 1984 (28 de junho)     |
|  | Vila Nova de Santo André   | Alentejo Litoral             | Alentejo                     | 8436             | 4,7        | 1795                   | 2003 (26 de agosto)    |
|  | Vila Real                  | Douro                        | Norte                        | 29201            | 22,0       | 1327                   | 1925 (20 de julho)     |
|  | Vila Real de Santo António | Algarve                      | Algarve                      | 10857            | 3,05       | 3560                   | 1988 (19 de abril)     |
|  | Viseu                      | Viseu Dão-Lafões             | Centro                       | 59469            | 64,85      | 917                    | 1147                   |
|  | Vizela                     | Ave                          | Norte                        | 11073            | 7,68       | 1442                   | 1998 (1 de setembro)   |

### Cidades sendo vilas
Em Portugal existem localidades com mais de 8.000 habitantes e com as infra-estruturas requisitas instaladas, mas não tendo a designação de "cidade", mas sim como "vila", por exemplo:
- Algueirão-Mem Martins
- Cascais
- Corroios
- Ponte de Lima
- Rio de Mouro
- Sintra

### Vilas sendo cidades
Como existem "cidades" sendo "vilas", também existem "vilas" sendo "cidades", porque tem as infraestruturas requisitas instaladas, mas não tem mais de 8.000 habitantes ou porque desde que a localidade recebeu a designação de "cidade" perdeu ao longo dos anos os 8.000 habitantes, por exemplo:
- Fiães
- Horta
- Miranda do Douro
- Peso da Régua
- Reguengos de Monsaraz
- Sabugal
- Santana

### Áreas metropolitanas
As duas áreas metropolitanas de Portugal, Lisboa com mais de 2,8 milhões de habitantes e Porto com mais de 1,7 milhões de habitantes, são as maiores aglomerações do país. Nas duas áreas metropolitanas, para além das grandes cidades de Lisboa e Porto, existem outras cidades que, em conjunto, formam a área metropolitana.
A Área Metropolitana de Lisboa é constituída pela grande cidade de Lisboa, mas também pelas cidades da Amadora, Queluz, Setúbal, Almada, Agualva-Cacém, etc.
A Área Metropolitana do Porto é constituída pela grande cidade do Porto, mas também pelas cidades de Vila Nova de Gaia, Gondomar, Rio Tinto, Póvoa de Varzim, Matosinhos, etc.

### Grandes cidades fora das áreas metropolitanas
Há também grandes cidades em Portugal que não pertencem a nenhuma área metropolitana. Estas cidades são na sua maioria capitais de sub-regiões que não são consideradas áreas metropolitanas porque a população está principalmente localizada na capital da sub-região.
A grande cidade de Braga é a capital da sub-região do Cávado.
A grande cidade do Funchal é a capital da região autónoma Madeira.
A grande cidade de Coimbra é a capital da sub-região Região de Coimbra.

### Número de cidades por sub-regiões e regiões
Em todas as sub-regiões e regiões existem cidades, sendo a capital de cada sub-região e região sempre considerada cidade. A Região Norte dispõe de 54 cidades, tendo o maior número de cidades em território nacional, a seguir da Região Centro com 33 cidades, o Alentejo com 16 cidades, a Área Metropolitana de Lisboa com 17 cidades, o Algarve com 11 cidades, a Região Autónoma da Madeira com sete cidades, os Região Autónoma dos Açores com seis cidades e o Oeste e Vale do Tejo com 15 cidades.
| Açores                       | 6  | 6                           | 6  |
| Alentejo                     | 16 | Alentejo Central            | 6  |
| Alentejo                     | 16 | Alentejo Litoral            | 4  |
| Alentejo                     | 16 | Alto Alentejo               | 3  |
| Alentejo                     | 16 | Baixo Alentejo              | 3  |
| Algarve                      | 11 | 11                          | 11 |
| Área Metropolitana de Lisboa | 17 | 17                          | 17 |
| Centro                       | 33 | Beira Baixa                 | 1  |
| Centro                       | 33 | Beiras e Serra da Estrela   | 9  |
| Centro                       | 33 | Região de Aveiro            | 9  |
| Centro                       | 33 | Região de Coimbra           | 6  |
| Centro                       | 33 | Região de Leiria            | 3  |
| Centro                       | 33 | Viseu Dão-Lafões            | 5  |
| Madeira                      | 7  | 7                           | 7  |
| Norte                        | 54 | Alto Minho                  | 2  |
| Norte                        | 54 | Alto Tâmega                 | 2  |
| Norte                        | 54 | Área Metropolitana do Porto | 27 |
| Norte                        | 54 | Ave                         | 4  |
| Norte                        | 54 | Cávado                      | 3  |
| Norte                        | 54 | Douro                       | 5  |
| Norte                        | 54 | Tâmega e Sousa              | 7  |
| Norte                        | 54 | Terras de Trás-os-Montes    | 4  |
| Oeste e Vale do Tejo         | 15 | Lezíria do Tejo             | 5  |
| Oeste e Vale do Tejo         | 15 | Médio Tejo                  | 6  |
| Oeste e Vale do Tejo         | 15 | Oeste                       | 4  |